# Vojdan Stojanovski
Vojdan Stojanovski (Escópia, 9 de dezembro de 1987) é um basquetebolista profissional macedônio que atualmente joga pelo Baloncesto Sevilla. O atleta possui 1,94m de altura, pesa 87kg e atua na posição ala.  